# 巴讷 (上马恩省)
巴讷（法語：Bannes，法語發音：[ban]）是法国上马恩省的一个市镇，属于朗格勒区。

## 地理
巴讷（47°54'12"N, 5°23'52"E）面积9.16 平方千米，位于法国大東部大區上马恩省，该省份为法国东北部内陆省份，北起马恩省和默兹省，西接奥布省，西南接科多尔省，东南接上索恩省，东临孚日省。
与巴讷接壤的市镇（或旧市镇、城区）包括：讷伊莱韦克、奥尔比尼欧瓦勒、佩涅、尚皮尼莱朗格勒、尚热、沙尔姆。

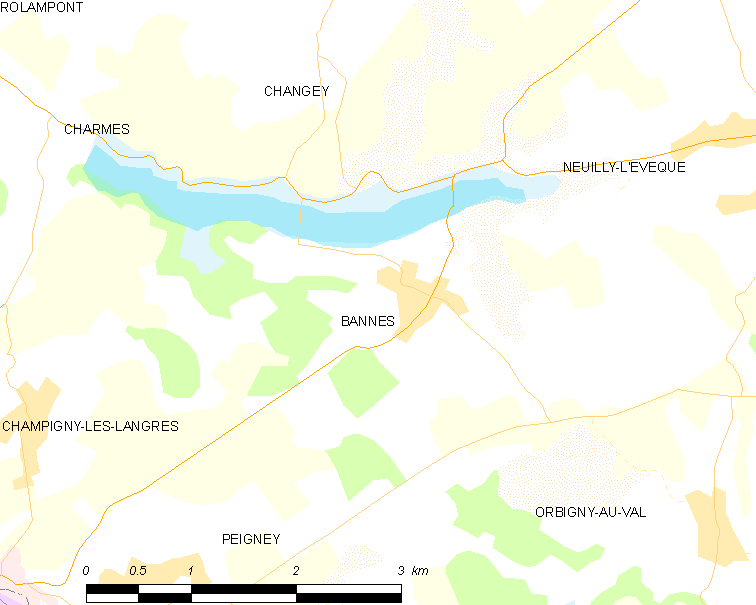
的OSM定位图

巴讷的时区为UTC+01:00、UTC+02:00（夏令时）。

## 行政
巴讷的邮政编码为52360，INSEE市镇编码为52037。

## 政治
巴讷所属的省级选区为诺让县。

## 人口

1962-2008年间人口变化图示

巴讷于2022年1月1日时的人口数量为364人。